# 202P/Scotti
202P/Scotti, komet Jupiterove obitelji